# YACO Racing
YACO Racing ist ein deutsches Motorsportteam aus Plauen. Der größte Motorsporterfolg war 2008 der Fahrertitel in der ADAC-Procar-Serie.

## Geschichte
YACO Racing wurde 2001 von dem ehemaligen Automobilsportler und DDR-Rallyemeister Uwe Geipel gegründet.
Die ersten Renneinsätze bestritt das Team 2005 im Toyota Yaris Cup und gewann mit Philip Geipel den Markenpokal-Meistertitel.
Von 2006 bis 2011 und 2014 trat das Team mit den Fahrern Mathias Schläppi, Philip Geipel und Charlie Geipel in der ADAC-Procar-Serie an.
Bereits in der ersten Saison gewann Mathias Schläppi mit einem Toyota Corolla T-Sport in der 1. Division der Procar-Serie den Vize-Meistertitel.
2007 erreichte Charlie Geipel auf einem Toyota Yaris den dritten Platz in der 2. Division. Mit dem Meistertitel in der 1. Division 2008 durch Philip Geipel erzielte YACO Racing seine beste Platzierung in dieser Rennserie. Im Folgejahr konnte sich Charlie Geipel mit einem Toyota Auris S2000 noch einmal den Vize-Meistertitel für das Team sichern.
Parallel zur nationalen Procar-Serie ging das Rennteam 2006 und 2007 in der Tourenwagen-Weltmeisterschaft (WTCC) und von 2006 bis 2008 in der Tourenwagen-Europameisterschaft (ETCC) an den Start. Das beste ETCC-Ergebnis für das Team war 2007 der siebte Gesamtplatz durch Philip Geipel.
2012 wechselte YACO Racing in den GT-Motorsport zur ADAC GT Masters. In der ersten Saison startete das Team mit zwei Chevrolet Camaro GT3 in der Meisterschaft. 2013 stieg das Team auf einen Audi R8 LMS ultra um. Mit der Saison 2014 teilten sich Philip Geipel und Rahel Frey das Rennwagen-Cockpit.
Den ersten Sieg in der Rennserie erreichte das Team 2015 beim ersten Lauf auf dem Hockenheimring. Ein Jahr später konnten Geipel und Frey den Erfolg auf einem Audi R8 LMS GT3 mit dem Sieg in Zandvoort wiederholen. In dem Jahr erreichte das Team mit dem achten Platz für Philip Geipel, dem neunten Platz für Rahel Frey und dem neunten Rang in der Teamwertung sein bestes Ergebnis in der GT Masters.
In den nachfolgenden Jahren 2017 und 2018 trat das Team nochmals in der ADAC GT Masters an – konnten jedoch den Erfolg der vorherigen Jahre nicht wiederholen. In der Saison 2019 ging das Team nicht mehr in der Rennserie an den Start.